# Audaghust
Audaghust (arab. أوداغوست, fr. Aoudaghost), znane też jako Tegdaoust, było ważnym miastem w starożytnej i średniowiecznej Afryce Zachodniej, obecnie stanowisko archeologiczne na obszarze dzisiejszej południowo-wschodniej Mauretanii, na północ od współczesnego miasta Tamszikit

## Historia
Audaghust zostało założone około V w. p.n.e. jako centrum handlowe przy południowym końcu transsaharyjskich szlaków handlowych. Osiedle powstało, kiedy zaczęto oswajać wielbłądy, przez co podróże stały się łatwiejsze, ale ucierpiało przez powiększający się brak wody i z powodu zaniku miejscowych łąk, które przekształciły się w pustynię. Miasto było zdobyłe przez Imperium Ghany około roku 1050, tuż przed sprzymierzeniem się Takrur z Almorawidami, którzy najechali Ghanę i zdobyli Aoudaghost w roku 1055. Od dwunastego stulecia miasto było zdominowane przez Imperium Mali, ale ulegało stopniowemu upadkowi i zostało porzucone w XVII wieku.